# Can't Help Myself
Can't Help Myself és una obra d'art creada per Sun Yuan i Peng Yu. Va ser encarregada pel Museu Guggenheim i es va instal·lar per primera vegada en 2016 dins de l'exposició Tales of Our Time (Històries dels nostres dies). El treball és la primera obra robòtica del Guggenheim de Nova York.
L'exposició consta d'un braç robòtic situat dins d'una habitació de cristall. El propòsit del robot és contenir el líquid granat que li envolta arrossegant-lo. Com a conseqüència, el robot acaba esquitxat i tacat pel líquid, així com l'habitació que l'envolta.

## Descripció
El robot va ser fabricat per Kuka i està fet d'acer inoxidable i la seva espàtula de cautxú. El líquid porta èter de cel·lulosa en aigua acolorida. La instal·lació té una reixeta d'il·luminació amb sensors de reconeixement visual Cognex i les parets estan fetes de policarbonat amb marc d'alumini.
El braç mesura al voltant del doble que una persona, però això mai ha estat confirmat pels seus creadors. L'habitació té 36 metres quadrats aproximadament. La màquina s'assembla als braços robòtics utilitzats a les fàbriques de cotxes.
Can't Help Myself és una obra provocadora i enigmàtica”, explica The Creators Project. “Tracta diversos temes actuals que són de vital importància en un context global, no sols per la seva naturalesa robòtica, sinó també pel seu missatge conceptual i sociopolític”.

## Funcionament
Sun Yuan i Peng Yu, al costat de dos enginyers robòtics, van dissenyar una sèrie de 32 moviments que la màquina haurà d'executar. Els moviments van ser anomenats, "gratar-se una picada", "inclinar-se i sacsejar" o "sacseja el cul", entre d'altres, reflectint així la intenció dels artistes d'animar al robot. La màquina sembla adquirir consciència i sembla haver-se transformat en un ser vivent que ha estat capturat i confinat en quatre parets de cristall.
Damunt del cub hi ha uns sensors de reconeixement que mesuren si el líquid forma un cercle perfecte i si hi ha visitants al voltant. El braç robòtic no sols treballa, sinó que saluda als visitants i se sacseja, entre altres interaccions. Això ho fa fins i tot més familiar als visitants
Durant els anys, s'ha anat veient com l'actitud de la màquina ha anat decaient. Va començar en 2016 amb uns moviments àgils i vivaços, i en 2019, el braç s'ha oxidat i tacat amb pintura de fa tres anys. A més, els seus moviments són lents, apagats i les seves interaccions ara són negacions de cap, desesperació i cansament.

## Reacció

### Significat
Sobre el seu significat i simbologia, els seus creadors no han volgut pronunciar-se sobre aquest tema. Molts visitants han dit que el líquid s'assembla a la sang, però els creadors assenyalen que l'obra no està basada en el simbolisme i està oberta a la interpretació.
Sun Yuan i Peng Yu són coneguts per usar l'humor negre per a abordar temes polèmics, i la infinita tasca de la màquina s'ha relacionat a una vista sísifa dels problemes contemporanis relacionats amb la migració i la sobirania. Les taques de "sang" que s'acumulen a la seva al voltant evoquen la violència que resulta de vigilar i resguardar les zones frontereres. Vol conscienciar també sobre l'ús creixent de la tecnologia per a monitorar el nostre entorn.

### Resposta mediàtica
Aquesta tristesa va ser gravada per una visitant i això ha fet que l'obra es torni viral en TikTok, donant lloc a tota mena de reaccions. La gent sentia compassió per la màquina, alguns es veien identificats i altres sentien pena per ella. Cadascun li donava un significat però tots coincidien en el dolor que sentien en veure al braç executar una tasca interminable.